# Cadro
Cadro is een gemeente en plaats in het Zwitserse kanton Ticino, en maakt deel uit van het district Lugano.
Cadro telt 1826 inwoners.